# Simon Verelst

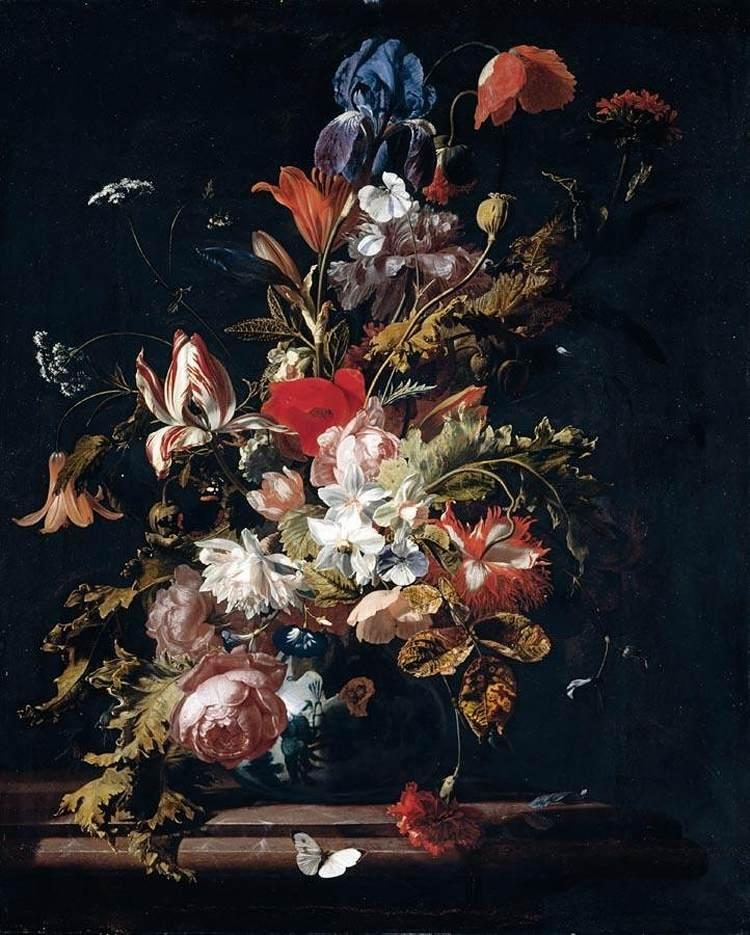
I fiori continuano la vita

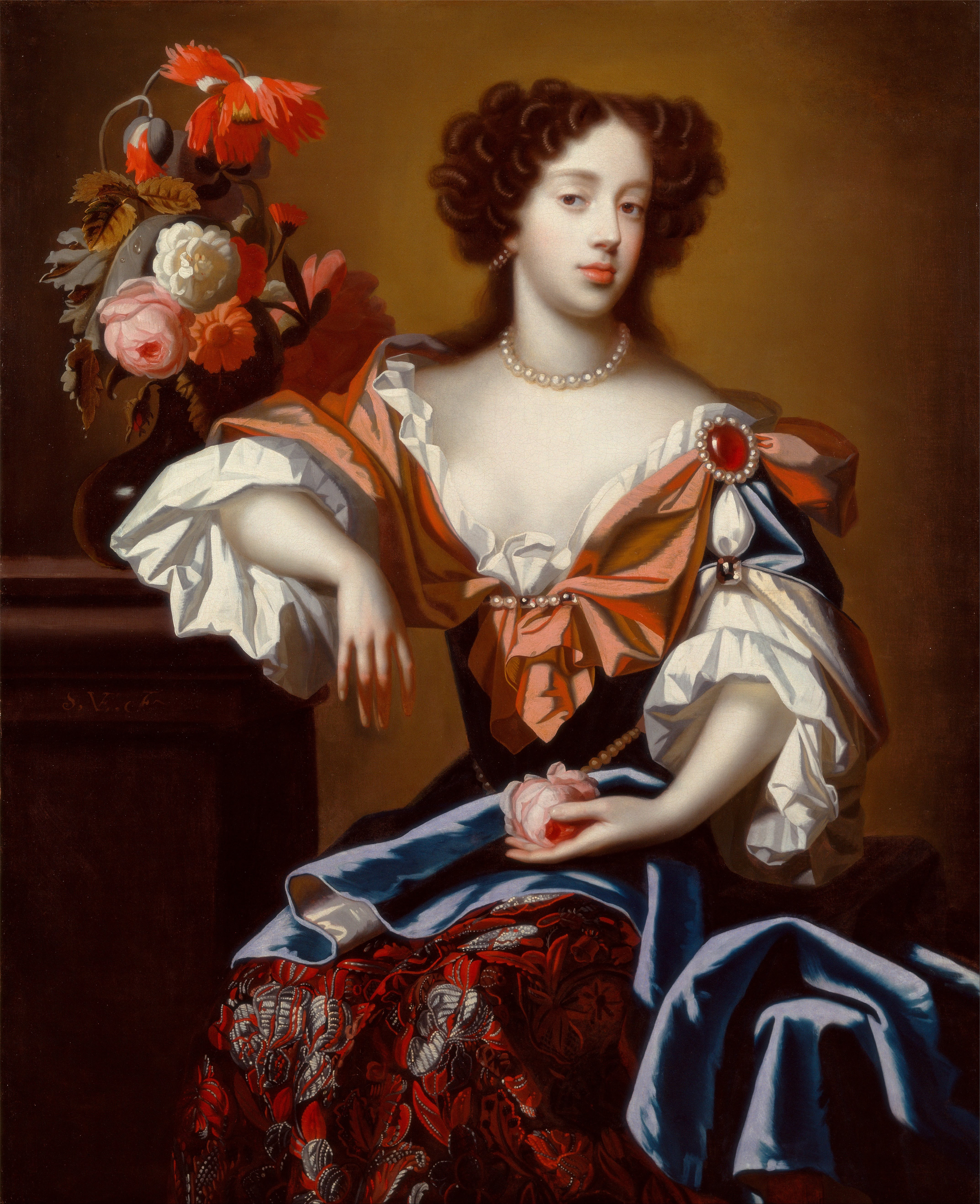
Ritratto della regina Maria Beatrice d'Este di Modena di Simon Verelst, 1680 circa, Yale Center for British Art, New Haven

Simon Pietersz Verelst (L'Aia, 1644 – Londra, 1710) è stato un pittore fiammingo dell'epoca d'oro.

## Biografia
Verelst nacque a L'Aia. Secondo il Nederlands Instituut voor Kunstgeschiedenis era figlio di Pieter Hermansz Verelst e divenne allievo nella Confrerie Pictura contemporaneamente a suo fratello Herman nel 1663.
Nel 1668 si trasferì a Londra, dove morì. Si faceva chiamare "il Dio dei fiori", difatti è noto per i dipinti di nature morte di fiori e frutta, ma anche per i suoi ritratti.